# 殺道行者
《殺道行者》是香港漫畫家鄭健和主編，鄧志輝繪畫的香港漫畫作品，由壹本創作有限公司出版發行。

## 故事簡介
阿信原是殺道會的成員之一，卻因不明原因被殺道會下達追殺令，導致自己幾乎死亡，其愛人也遭受牽連而喪命。大難不死的阿信決定復仇，而在復仇的過程中，也使得真相逐漸浮出檯面。
其後，另一組織黑日軍團現身，並帶來新的陰謀。殺道會挺身與之對抗，使得阿信亦被捲入其中。然而，經過一番苦戰之後，黑日軍團依然達到其目的，造成世界各地的原有勢力被重新洗牌，新的世紀就此展開……

## 登場人物

### 主要人物
阿信
本作主角。少年時在柬埔寨生活，因遭逢戰亂而家破人亡，其後受到殺道會收容，並在成長後，成為殺道會重要成員之一。但卻因殺道會內部產生變化，而變成被追殺的目標。
- 「自療能力」（異能第二度覺醒，可以快速復原身體所受的傷害）

- 「流光破殛」（自療能力的衍生技巧，增強格鬥能力）

- 「黃金引擎」（異能第三度覺醒，能調節身體機能使用極限超高速攻擊, 也能像引擎般調整攻擊為以力量為主）

- 「黃金引擎.速度模式」（以輸出速度為主）
- 「黃金引擎.力量模式」（以輸出力量為主）
- 「黃金引擎.極速模式.量子世界」（把速度提升至極限而衍生出「量子世界」，使用有限制，使用時間太久，腦部會無法處理大量的信息）

### 殺道會
艾力侯活
殺道會創辦人，所羅門的親哥哥，諾亞之父，也是大多數的殺道會成員啟蒙老師，被全部人稱為「老師」。
所羅門
殺道會第二任負責人，艾力侯的親弟弟，商業奇才，運用經營商業的方式去運作殺道會。沒有異能，自覺智慧勝於一切的，輕視異能者。
諾亞 / 騎士 / 尼爾
殺道會創辦人艾力侯活之子。一直野心要統領殺道會但父親反對, 一努之下與保羅合謀擒下父後假扮艾力侯活, 被揭發後遭盟友保羅暗算。復原後重回叔叔接手的殺道會, 後接連敗於阿信和赤軍手上, 不忿之下加入叔叔的改造人計劃, 被改造成半人半機械的「騎士」。變成機械人後失去記憶, 但頑強的性格壓下電腦的控制, 但只記得家族和自己的名字。和凱撒一戰後受傷逃避遇上車禍, 摸擬其中一個死者尼爾以隱藏身份等候復原。在過程中學習到人類的情感, 決定以尼爾的身份生活下去。
- 「治療能力」（異能第二度覺醒，與阿信一樣有強大的自療能力）
- 「模仿」（異能第三度覺醒，能模仿所有見過的第三度覺醒能力）

伊頓
殺道會核心成員之一。身兼殺道會的內外部事務，並對任何事都十分盡責的完成，因此有「鋼鐵的伊頓」和「殺道會的守護神」之稱。
- 「鋼之鎧甲」（異能第二度覺醒，能使全身擁有最強的防禦能力，就像鋼鐵般難以擊破）

青龍
殺道會核心成員之一。年少時已獲得第一度覺醒能力，常與比自己年紀大的流氓打架，而且未曾敗北。其後被帶到中國的寺廟修行，使得原本暴戾的性情轉好，並習得傳說中的古武術。
- 「爆炸一擊」（異能第二度覺醒，配合武術發出的攻擊，擁有極大的破壞力，但使用後會消耗大量體力）
- 「無想空間」（異能第三度覺醒，除了青龍以外，身於其中的異能者，將強制回到第一度覺醒）

保羅
殺道會核心成員之一。因為父親的關係仇視殺道會，加入殺道會只為報仇, 在殺道會時一直隱藏實力, 設計謀害阿信以離間其與殺道會的關係。被揭穿後與阿信決戰落敗被斷臂。被封先生所救, 其後領悟最後覺醒潛入一葉城寨殺害青龍師弟流海, 最終不敵青龍被殺。具有雙重人格, 善良人格主導時曾對殺道會作出幫助。與青龍是宿敵關係。
- 「分子分解」（異能第二度覺醒，雙手能分解除鑽石外任何物質，配合特製的鑽石刀，曾有克制青龍武術並重創青龍的記錄）
- 「分子分解」（異能第三度覺醒，能向外散發分解能力, 而且遍布全身, 任任接觸身體的東西都能分解）

羅比
殺道會核心成員之一。出生於英國，在新世紀展開前是個受人歡迎的歌手，在與黑日軍團對抗過程中，卻與其中的第五軍長艾瑪相戀。
- 「未來之眼」（異能第二度覺醒，可以看到數秒後的未來，但僅限於自身所在的範圍。其後，在瀕臨死亡的狀態時得到突破，能計算命運的走向，能以行動改變未來, 而且不再限於自身所在範圍。此能力在阿信突破「量子世界」後被削弱, 只能看見一段不遠時間內的未來走向）

桑恩
殺道會核心成員之一。擁有極為高明的醫術，但卻擁有與常人極為不同的道德觀，既能救人也能毫不在乎的殺人，因此獲得「惡魔醫生」的稱號。擁有異能，雖只達第一度覺醒，但卻能靠著自行開發的藥劑，將其注射於體內，以強化自身的體能極限。
奧籣度
殺道會核心成員之一。知名商人，擁有異能，但從沒機會展示能力, 估計只有第一度覺醒。揭發保羅等人謀害殺道會的陰謀, 其後被黑日軍團的藍狼所殺。
流海
殺道會成員之一,青龍師弟。 一直負責在黑日帝國勢力範圍內探聽情報的工作。其後於一葉城寨的異能者學院任教, 為救學生抵抗保羅被殺。擁有異能，但從沒展示過能力, 估計只有第一度覺醒。但配合武術, 戰鬥力不下於第二度覺醒高手。
杜林堡
殺道會成員之一，著名傳媒大亨，殺害素玲的成員之一。擁有異能，但從沒機會展示能力, 估計只有第一度覺醒。

### 一葉賓館
封先生 / 赤鬼
一葉賓館老闆, 世上第一個領悟第三度覺醒的人。生於元朝，自小與野獸同住, 長大後成為蒙古軍大將, 其後叛出。領悟第三度覺醒後長生不老, 在數百年歲月中獸性盡除, 建立一葉賓館為異能者提供協助。多年前收黑日帝國領導人凱撒為徒, 惜感化不了凱撒的野心, 師徒反目。凱撒達成第三度覺醒後曾找封先生決戰, 封先生戰勝但被回憶所累, 結果死於凱撒手上。
- （異能第二度覺醒的能力不詳）
- 「大地之心」（異能第三度覺醒，能使用一切大自然的力量以作攻擊或療傷）

封小雷
封先生養女, 一葉賓館櫃台。喜歡阿信, 曾一起過一段日子。被桑恩暗算後失憶, 卻感化了桑恩改邪歸正。與封先生腦波同步, 封先生能在一定時間內控制小雷身體(不論距離)。
- 「雷電」（異能第二度覺醒，能發放出強力電流）

明明
一葉城寨異能者學院學生，城寨東尼餐廳兼職侍應，行事冒失，經常打破碗碟。但生性開朗，很受大家歡迎。天生腦電波能與凱撒同步，因此被凱撒的手下抓走讓凱撒侵佔大腦。
- 「強化異能」（異能第二度覺醒，接觸他人後能把對方的異能威力接近無限放大。被凱撒侵入大腦後配合凱撒異能產生更強大效果，給予凱撒更強大力量）

高太太
一葉賓館會計，喜歡阿信。阿信被赤軍伊娃暗算時為救阿信被赤軍打成植物人。擁有異能，可以瞬间使人入睡，至少有第一度覺醒。
東尼
一葉賓館住客，前殺道會成員，被稱為「亞洲之虎」。年輕時英俊不凡, 潛入黑日帝國, 卻愛上凱撒妻子, 企圖私奔事敗被擒。遭凱撒折磨得不似人形，後被封先生所救, 從此住在一葉賓館。擁有異能，瀕死時曾達第二度覺醒，能力不詳，似乎是越受傷力量越增強。
賓尼
一葉賓館餐廳廚師，一葉城寨成立後自己開了家餐館。刀法不錯但整體戰鬥力平平, 多在故事中擔任攪笑環節。擁有異能，估計只有第一度覺醒。
鷹
一葉賓館住客，偷了羅比留給阿信的未來之書後逃去。但反在羅比的估計之內, 並在羅比的安排下幫助阿信渡過危機。擁有異能，估計只有第一度覺醒, 但速度僅次於阿信。

### 黑日軍團
凱撒
黑日帝國創辦人，世上第二個達第三度覺醒者。少年時期拜封先生為師，其後理念不合而反目。推動研究末日病毒散播全世界，除消滅了世上90%人口之外也製造出大量異能者。極度自我中心，認為世界是必須自己統治的，其他人必須忠於自己。領悟第三度覺醒後曾有兩次敗績，第一次敗於師父封先生手下，第二次敗於阿信騎士與及索羅聯手，第二次失敗更連肉體也被冰封死亡，但憑著侵佔明明的大腦而得到更強力量。
- （異能第二度覺醒的能力不詳）
- 「黑暗物質」（異能第三度覺醒，能隨意控制宇宙中的暗物質與重力場，還能把黑暗物質高度壓縮後在體外形成「暗黑霸邪裝甲」，在防禦力以外由於物質的質量極大，產生出強大的力量(力量=速度X質量)。在侵佔明明的大腦後利用黑暗物質形成巨大的凱撒形態身軀）

慕拿
黑日軍團第一軍長, 世上第三個領悟第三度覺醒的人。本身為黑日軍團基因改造的產物, 有吸血鬼嗜吸人血, 和蝴蝶結繭進化的習性。殺害第二軍長並叛出黑日, 後收小雪為養女, 助女兒建立帝國。與凱撒最後一戰不敵不殺。
- （異能第二度覺醒的能力不詳）
- 「精神力」（異能第三度覺醒，能控制一個敵人的腦部與身體行動, 單對單戰鬥近乎無敵。後期進化能力能把大量敵人帶入夢境。除此之外，慕拿還具備心靈感應、透視、念動力、飛行等超能力）

古利
黑日軍團第二軍長, 多年前被慕拿所殺。
卡隆
黑日軍團第三軍長。為人奸詐自私, 立場不定, 曾數次臨危逃跑, 但最後總會回到凱撒手下做事。因戰鬥力強, 凱撒還是相當信任他。在凱撒進攻永恆國度時被慕拿所殺。
- 「幽靈空間」（異能第二度覺醒，閉上呼吸能跳進另一個空間, 這空間和現有世界是平行的, 互相不能接觸, 其他人也看不見卡隆, 但卡隆還能看得見周圍。除了封先生外, 還沒有人試過成功直接攻擊幽靈空間內的卡隆）

索羅
黑日軍團第四軍長。自小裝上核能武器「火神號」, 受輻射影響不能人道。凱撒敗於封先生手上後把黑日帝國交給索羅管理, 後索羅暗算凱撒奪得黑日帝國。最後被回歸的凱撒所殺。
- 「控火能力」（異能第二度覺醒，配合核能武器「火神號」, 殺傷力冠絕第三度覺醒以下高手）
- 「低溫世界」（異能第三度覺醒，能冰封一切, 凝結水汽成冰。但最強殺傷力是在低溫支持身體下發動火神號最高威力的火燄力量）

艾瑪
黑日帝國第五軍長, 對羅比有好感。其後為羅比叛出黑日軍團, 與羅比歸隱。
- 「鋼鐵」（異能第二度覺醒，能吸收金属並控制體內的金属形成武器）

阿哲
黑日帝國第六軍長, 為救被凱撒禁錮的母親叛出黑日帝國。在母親誤導下遭凱撒錯手重傷, 被救後與羅拉相戀退隱。後加入一葉城寨擔任公共關係部長。
- 「魔鬼之手」（異能第二度覺醒，能控制水分, 讓人體內的水份蒸發而亡）

虎眼
黑日帝國第七軍長, 凱撒的妻舅, 阿哲舅父。實力平平但對凱撒非常忠心。殺道會入侵黑日拯救羅拉時被複製體的凱撒所殺。
- 「岩石巨拳」（異能第二度覺醒，讓雙手石化發揮強大攻擊力, 但影響速度和反應, 加上身體抗擊力低, 很容易被打倒）

先奴
黑日帝國第八軍長, 對凱撒極度忠心。此外也是科技專家, 黑日帝國的一切高端科技(地下碉堡, 火神號, 機械假手等)都是出於他手上。除了速度不錯外從未展示過異能, 估計只有第一度覺醒。
藍狼
黑日帝國第九軍長, 帝國生化武器之一。靠藥物提升戰力, 後與青龍死戰力竭而亡。本身沒有異能, 但靠藥物提升的「獸化戰身」讓第二覺醒的青龍也難以應付。
火山
黑日帝國第十軍長, 對凱撒忠心耿耿。凱撒受傷時忠心護主, 但說錯話被自大的凱撒斷頭。擁有異能，但估計只有第一覺醒。主要技巧是配合的格鬥術「火山強擊術」。
赤軍/赤目狼
黑日帝國第十一軍長。多年前被派到所羅門身邊做間諜, 後成功協助凱撒打倒所羅門。最後關頭離棄凱撒, 與索羅合作謀害阿信。事敗後不敵阿信再被盟友索羅所殺。
- 「風壓」（異能第二度覺醒，雙拳能凝聚強大旋風包圍加強攻擊力, 配合高超格鬥技巧實力不在伊頓之下）

赤獅
黑日帝國第十二軍長。奉命監視慕拿但被發現殺死。
- 「音波」（異能第二度覺醒，雙手能發出強力音震）

巨石
黑日帝國第十三軍長。艾瑪好友, 因拒絕接受索羅命令狙殺艾瑪而被遣到南極投閒置散。體型龐大(愛吃), 相對的得到強大防禦力。
- 「電磁脈衝」（異能第二度覺醒，雙手能發出電磁脈衝）

鋼
黑日帝國第十四軍長, 另一個巨人。第一次進攻一葉城寨時被東尼所殺
- 「腐朽與死亡」（異能第二度覺醒，擊中敵人能隨機產生不同負面效果，例如失明, 脫力等等）

邪煞
黑日帝國第十五軍長, 常與鋼搭擋。被保羅的鑽石刀斷頭。擁有異能，估計只到第一覺醒。但速度驚人, 配合削骨刀加強殺傷力。
蘇古
黑日帝國第十六軍長, 愛錢如命。與青龍決戰時過度強化失控被殺。擁有異能，只到第一覺醒。配合藥物加強殺傷力。
伊娃
黑日帝國第十七軍長, 多年前被派遣外面執行任務, 末世病毒後建立淫業王國。身份隱祕, 除凱撒外只有赤軍知道其身份。被赤軍安排色誘暗算阿信, 事敗後逃去失蹤。從未顯示過異能, 估計有第一甚至第二度覺醒。此外精通暗殺技巧。
白夜(0 - 9號)
黑日帝國第十八軍長, 黑日帝國生物武器之一。凶殘且難以控制, 多年前剛被製造出來就企圖襲擊凱撒, 被凱撒擊倒後封在試管內, 凱撒回歸後因戰力不足解放白夜進攻一葉城寨。擁有異能，估計只有第一覺醒。但生命力異乎常人, 即使被分屍也能生存並且有限度地自我分裂成另一個個體, 經黑日測試, 最高可以分裂成10個白夜。

### 其他人物
羅拉
警察，和阿哲是一對。

## 名詞解釋
異能者
泛指所有擁有異能的人。
異能
共分為第一度覺醒、第二度覺醒，和第三度覺醒(最後,最終覺醒)的三個層次。
- 第一度覺醒（精神、體能、體質上突破常人的極限。）
- 第二度覺醒（除了體質再次提升，還獲得以一般人體無法達成的特殊異能，不同人所擁有的異能大多並不相同，但偶而會出現擁有同類型能力的人。）
- 第三度覺醒（又稱為「最終覺醒」，異能者藉由修行與經歷打開了「門」，從而得到了超凡入聖的改變。成就者不老不死，體能保持顛峰狀態，能使用被稱之為「劫」的宇宙能量，不同人所擁有的技能大多並不相同。達到此一層次後，將會喪失第二度覺醒的技能。劫力可以經由修行和時間增加與進步。習得最後覺醒的異能者力量永不會失去，除非有另一異能者犧牲自己的劫力抵銷修為，兩者會因此雙雙跌落至第二度覺醒。）

## 外部連結
- 壹本創作有限公司 （页面存档备份，存于）
- 壹本創作的Facebook專頁